# Allexis cauliflora
Allexis cauliflora är en violväxtart som först beskrevs av Daniel Oliver, och fick sitt nu gällande namn av Jean Baptiste Louis Pierre. Allexis cauliflora ingår i släktet Allexis och familjen violväxter. Inga underarter finns listade i Catalogue of Life.